# Ruischerbrug
Ruischerbrug est un village de la commune néerlandaise de Groningue, situé dans la province de Groningue.

## Géographie
Le village situé à l'est de Groningue est bordé par le canal de l'Ems et le Damsterdiep.

## Histoire
Ruischerbrug faisait partie de la commune de Noorddijk avant 1969, date à laquelle celle-ci a été intégrée à Groningue.